# Antonia Bance
Antonia Bance est une personnalité politique britannique, membre de Parti travailliste. Elle est députée de Tipton et Wednesbury (en) depuis 2024.
Elle est responsable des campagnes et des communications au Trades Union Congress et a précédemment travaillé pour l'association caritative SafeLives.

## Biographie

### Origines
Antonia Bance est originaire de Londres.

### Carrière professionnelle
Antonia Bance est la responsable des campagnes et des communications au Trades Union Congress (TUC),.
Elle occupe aussi un poste au sein de l'association caritative SafeLives, qui lutte contre la violence domestique.

### Carrière politique
En 2024, Antonia Bance est élue députée de Tipton et Wednesbury avec 11 755 voix, succédant à Shaun Bailey,,.

### Vie privée
Antonia Bance vit à Bexley avec sa femme, Charlotte Dawkinset, et leur fille.